# Madalena de Vilhena
D. Madalena de Vilhena era filha de Francisco de Sousa Tavares, fidalgo da casa real, capitão-mor do mar da Índia e das fortalezas de Cananor e Diu e primeiro provedor da Santa Casa da Misericórdia de Almada, em 1555, e de D. Maria da Silva.
Casou com D. João de Portugal (provedor da Santa Casa da Misericórdia de Almada), neto de D. Francisco de Portugal, 1.º conde de Vimioso (c. 1485-1549), e filho de D. Manuel de Portugal, comendador de Vimioso (nascido c. 1525), celebrado por Camões na Ode VII dos Lusíadas, e de D. Maria de Meneses filha de D. Henrique de Meneses comendador de Idanha-a-Velha e Governador da Casa do Cível.
Dessa relação tiveram dois filhos:
- D. Luís de Portugal, herdeiro de sua casa, que serviu em Ceuta onde, brincando, meteu o ferro de sua lança pela testa e morreu.
- D. Joana de Portugal casada com D. Lopo de Almeida, comendador de Loures, comendador de Santa Maria de Loures na Ordem de Cristo, alcaide-mor e capitão-mor de Alcobaça, sobrinho do Arcebispo de Lisboa D. Jorge de Almeida, Dom Abade comendatário de Alcobaça.

Com o desaparecimento do marido na batalha de Alcácer Quibir, casou, pela segunda vez, com Manuel de Sousa Coutinho.
Tomando mais tarde o hábito das Religiosas do Mosteiro do Sacramento de Lisboa e ele o de São Domingos de Benfica, com nome Frei Luís de Sousa, tendo composto as Crónicas de sua Ordem e a Vida do Venerável Frei Bartolomeu dos Mártires. Nunca mais se viram nem se comunicaram, fosse por escrito.

## Madalena de Vilhena (personagem)
Obra(s): Frei Luís de Sousa
Autoria: Almeida Garrett
Data de publicação: 1844
Local de publicação: Lisboa
Na peça Frei Luís de Sousa, de Almeida Garrett, D. Madalena de Vilhena é a primeira personagem que aparece, mas podemos afirmar que toda a família tem um relevo significativo. São as relações entre esposos, pais e filha, o criado e os seus amos ou mesmo o apoio de Frei Jorge que estão em causa. Um drama abate-se sobre esta família e enquanto Manuel de Sousa Coutinho e D. Madalena seu na batalha de Alcácer Quibir. Durante sete anos procurou-o. Há catorze anos que vive com Manuel de Sousa Coutinho. Mulher bela, de carácter nobre, vive uma felicidade efémera, pressentindo a desventura e a tragédia do seu amor. Racionalmente, não acredita no mito sebastianista que lhe pode trazer D. João de Portugal, mas teme a possibilidade da sua vinda. É com medo que a encontramos a reflectir sobre os versos de Camões e a sentir, como que em pesadelo, a ideia de que a sobrevivência de D. João destrua a felicidade da sua família. No imaginário de D. Madalena, a apreensão torna-se pressentimento, dor e angústia. É neste terror que se vê na necessidade de voltar para a habitação onde com ele viveu.
D. João de Portugal não chegou a ser amado por Madalena; a sua figura aparece mais como a de um protector ("bom e generoso"). Manuel é que surge como o amante; é a este que Madalena se dedica de alma e coração. No entanto, Madalena manteve-se fisicamente fiel ao seu primeiro marido, pelo constrangimento social a que estava sujeita uma mulher da sua linhagem. De notar que "Madalena" evoca a figura bíblica da pecadora com o mesmo nome. Ao longo da peça, vive profundamente angustiada com a fraqueza de Maria, manifestando preocupação com o crescimento, com as tendências e com as crenças sebásticas da filha.
D. Madalena, hesitante, perturbada e agitada, é uma personagem comandada pelo coração (comportamento próprio do herói romântico), que valoriza a perspectiva individual e pessoal, que exagera as consequências previsíveis da decisão tomada e que, obcecada pelo passado, teme o presente e vive aterrorizada com o futuro.
No primeiro acto, D. Madalena nega a crença de Telmo em agouros ("D. João ficou naquela batalha... com a flor da nossa gente" - acto I cena II), procurando assumir uma racionalidade que é mais aparente que real, porque – como estas palavras de Maria demonstram: "agora não lhe sai da cabeça que a perda do retrato é prognóstico fatal de outra perda maior..." – também ela sucumbe à crença nos agouros.